# Eupithecia mirei
Eupithecia mirei là một loài bướm đêm trong họ Geometridae.